# RFC Sérésien (23)
RFC Sérésien was een Belgische voetbalclub uit Seraing in de omgeving van Luik. De club was bij de KBVB aangesloten met stamnummer 23 en had rood-zwart en geel als clubkleuren. Deze club was niet het vroegere RFC Seraing met stamnummer 17 dat ooit in de Eerste Klasse speelde. De club was daarentegen oorspronkelijk afkomstig uit Bressoux en verhuisde na het verdwijnen van het vroegere RFC Seraing in 1996 naar de stad en het stadion, en ging als opvolger van de verdwenen club spelen. De club was niet zo succesvol als het vroegere RFC Seraing, en speelde sinds halverwege de 20ste eeuw niet meer in de hogere nationale reeksen. Pas sinds het begin van de 21ste eeuw kon de club zich weer handhaven in de nationale reeksen.
In 2014 namen nieuwe investeerders achter RFC Sérésien het stamnummer 167 van tweedeklasser Boussu Dour Borinage over, en sindsdien speelt men in Seraing als Seraing United verder onder dat stamnummer.
De club had naast een eerste team ook een uitgebreide jeugdwerking en heeft zo meer dan 20 ploegen in de diverse jeugdcompetities. Twee vzw's ondersteunden de club, de hoofdvereniging RFC Sérésien en de vereniging RFC Sérésien Jeunesse voor de jongerenschool.

## Geschiedenis
De club werd opgericht in 1901 als FC l'Espoir de Bressoux en werd in 1906 lid van de Belgische Voetbalbond als Football Club de Bressoux. Bij de toekenning van de stamnummers in de jaren 20 zou men stamnummer 23 toegewezen krijgen. De club trad direct aan in de Luikse Tweede Afdeling om een plaats in eindronde van de nationale Eerste Afdeling (toen de Tweede Klasse) af te dwingen, maar slaagde daar niet in. Vanaf 1911 steeg de club echter wel naar de Eerste Afdeling, het tweede nationale niveau. De club eindigde daar meestal als middenmoter en bleef er onafgebroken spelen, op vijf jaar onderbreking tijdens de Eerste Wereldoorlog na, tot men voorlaatste eindigde in zijn reeks in 1925 en moest degraderen. In de beginjaren hadden de jasjes van de ploeguitrusting gele en zwarte verticale strepen. De ploeg kreeg zo de bijnaam les Tigres (de tijgers).
De club kreeg bij zijn 25-jarig bestaan in 1926 de koninklijke titel en werd RFC Bressoux. Toen in 1926/27 bij een competitie-uitbreiding een nieuwe Derde Klasse als bevorderingsniveau werd opgericht, kon RFC Bressoux meteen weer in de nationale reeksen aantreden, ditmaal dus in Derde Klasse. In 1930/31 eindigde men daar wel maar vijfde in zijn reeks, maar door het invoeren van een extra reeks in Tweede Klasse en dus extra vrijkomende plaatsen op dat niveau, kon RFC Bressoux toch weer opnieuw promoveren naar de Tweede Klasse. De club werd daar echter voorlaatste in zijn reeks en zakte zo na slechts één seizoen weer naar Bevordering. Desalniettemin werd in deze periode een van hun spelers opgeroepen voor de Rode Duivels: op 12 mei 1935 behaalde Hadelin Viellevoye zijn eerste en enige cap.
In 1946, direct na de Tweede Wereldoorlog slaagde RFC Bressoux er toch weer in zijn reeks te winnen en zo opnieuw naar de Tweede Klasse te stijgen. Dit verblijf duurde tot 1952. RFC Bressoux eindigde dat seizoen laatste in zijn reeks. Er werden net toen opnieuw competitiehervormingen ingevoerd, waarbij een nieuwe Vierde Klasse de bevorderingsreeksen zou vormen. Heel wat tweedeklassers degradeerden zo naar Derde Klasse; de laatste uit elke Tweede Klassereeks moest echter naar Bevordering (Vierde Klasse dus) zakken. RFC Bressoux moest daarom twee niveaus ineens degraderen.
In 1953 kon de club alsnog zijn reeks in Vierde Klasse winnen en zich toch weer tot in Derde Klasse kunnen optillen. Dit verblijf duurde slechts twee jaar, en Bressoux zou ditmaal voor vele decennia verder wegzakken. Na degradatie naar Vierde Klasse in 1956 volgde in 1957 reeds een eerste degradatie naar Eerste Provinciale. Na één jaar kon men wel opnieuw in de nationale reeksen terugkeren, maar in 1965 zakte men weer naar Provinciale. De club zou de komende decennia blijven enkele malen op en neer gaan tussen Vierde Klasse en het provinciaal voetbal.
In 1992, toen de club net opnieuw was gestegen naar Vierde Klasse, ging RFC Bressoux een fusie aan met RFC Jupille. RFC Jupille uit het naburige Jupille was bij de KBVB aangesloten met stamnummer 2885. De nieuwe club ging Royale Union Liégeoise (RUL) heten, en speelde met het stamnummer van Bressoux verder in Jupille. Stamnummer 2885 van RFC Jupille verdween definitief. De club speelde verder in Vierde Klasse, maar degradeerde in 1996 opnieuw naar Provinciale.
In 1996 was een oude succesvolle club uit het naburige Seraing opgehouden te bestaan, namelijk RFC Seraing. RFC Seraing was bij de Voetbalbond aangesloten geweest met stamnummer 17 en had tot 1994 gespeelde onder de naam RFC Sérésien. De club had een lange geschiedenis in de hogere nationale reeksen en had de voorgaande jaren verscheidene seizoenen in de Eerste Klasse gespeeld. Na het verdwijnen van die club, trok RUL weg uit Jupille en werd door de stad Seraing ontvangen. De ploeg ging spelen in RFC Seraing's Pairaystadion en mocht ook beschikken over het gemeentelijk sportcomplex de Boverie. De club werd omgedoopt naar Seraing RUL.
Seraing RUL kon in 1998 terugkeren in Bevordering en in het begin van de 21ste eeuw zelfs tot in Derde Klasse. De club ging wat op en neer tussen beide reeksen. In 2006 nam de club de legendarisch naam van de vroegere club uit Seraing aan, RFC Sérésien. De club krijgt in de Vlaamse pers vaak de informele naam FC Seraing. In december 2008 werd er gesproken over een fusie met FC Seraing op. Deze club was opgericht nadat het oude RFC Seraing fusioneerde, werkte zich op naar de hogere provinciale reeksen en in 2008 zelfs naar de vierde klasse, maar kende problemen en gaf zelfs verstek voor zijn terugronde. Aan het einde van het seizoen 2008/09 degradeerde de club.
In 2010 werd een nieuwe, afzonderlijke, club opgericht met de naam FC Bressoux. Die club sloot zich aan bij de Belgische Voetbalbond onder stamnummer 9538. De eerste voorzitter werd Salvatore Cirrincione, die nog bij het oude RFC Bressoux had gespeeld. In 2012 degradeerde Sérésien terug naar Eerste Provinciale.
In 2013 werd de club overgenomen door de Franse tweedeklasser FC Metz. Dominique D'Onofrio, die voorheen bij Standard aan de slag was, werd technisch directeur. De club had de ambitie om zo snel mogelijk weer in de Tweede Klasse te spelen. Op sportieve weg zou dit minstens drie jaren duren, dus ging men op zoek naar een tweedeklasser van wie men het stamnummer kon overnemen. Uiteindelijk nam de club het stamnummer over van Boussu Dour Borinage, dat het financieel moeilijk had. Die overname zette een hele ketting van wijzigingen in actie. Boussu Dour ging immers akkoord op voorwaarde dat het zelf een ander stamnummer kon overnemen op een voldoende hoog niveau, om niet helemaal onderaan de competitieladder te moeten herbeginnen, en vond een oplossing in de overname van stamnummer 5192 van Charleroi Fleurus, dat op zijn beurt nog eigenaar was van stamnummer 94 van FC Charleroi. De club uit Seraing kon zo verder spelen met stamnummer 167 in Tweede Klasse. Stamnummer 23 fusioneerde met het Henegouwse stamnummer 94, aangezien dat stamnummer 23 nog een nationaal jeugdlabel kon bijdragen dat stamnummer 94 niet had; stamnummer 23 werd daarna geschrapt.

## Trainers
- 2000-2001:  Henri Verjans
- 2001-2002:  Henri Verjans
- 2002-2003:  Henri Verjans
- 2003-2004:  Henri Verjans
- 2004-2005:  Henri Verjans
- 2005-2006:  José Jeunechamps
- 2006-2007:  José Jeunechamps,  Régis Genaux
- 2007-2008:  Régis Genaux,  Marc Grosjean
- 2008-2009:  Alexandre Chteline,  Alain Bettagno
- 2009-2010:  Alain Bettagno
- 2010-2011:  Alain Bettagno
- 2011-2012:  Philippe Derwa,  Stéphane Guidi
- 2012-2013:  Stéphane Guidi
- 2013-2014:  Stéphane Guidi

## Resultaten
| Als FC Bressoux                                                  |   |    |     |     |      |                       |                                           |                                           |                                           |
| 1901-1911                                                        |   |    |     |     |      | Provinciale reeksen   |                                           |                                           |                                           |
| 1911/12                                                          |   | 6  |     |     |      | Tweede Klasse         | 19                                        |                                           |                                           |
| 1912/13                                                          |   | 6  |     |     |      | Tweede Klasse         | 19                                        |                                           |                                           |
| 1913/14                                                          |   | 8  |     |     |      | Tweede Klasse         | 19                                        |                                           |                                           |
| Geen wedstrijden tussen 1914 en 1919 door de Eerste Wereldoorlog |   |    |     |     |      |                       |                                           |                                           |                                           |
| 1919/20                                                          |   | 8  |     |     |      | Tweede Klasse         | 21                                        |                                           |                                           |
| 1920/21                                                          |   | 11 |     |     |      | Tweede Klasse         | 11                                        |                                           |                                           |
| 1921/22                                                          |   | 8  |     |     |      | Tweede Klasse         | 23                                        |                                           |                                           |
| 1922/23                                                          |   | 8  |     |     |      | Tweede Klasse         | 25                                        |                                           |                                           |
| 1923/24                                                          |   | 9  |     |     |      | Tweede Klasse A       | 26                                        |                                           |                                           |
| 1924/25                                                          |   | 13 |     |     |      | Tweede Klasse B       | 20                                        |                                           |                                           |
| 1925/26                                                          |   |    |     |     |      | 1ste Provinciale Luik |                                           |                                           |                                           |
|                                                                  | I | II | III | P.I | P.II |                       | Vanaf 1926/27 zijn er 3 nationale niveaus | Vanaf 1926/27 zijn er 3 nationale niveaus | Vanaf 1926/27 zijn er 3 nationale niveaus |
| Als RFC Bressoux                                                 |   |    |     |     |      |                       |                                           |                                           |                                           |
| 1926/27                                                          |   |    | 2   |     |      | Derde Klasse B        | 36                                        |                                           |                                           |
| 1927/28                                                          |   |    | 2   |     |      | Derde Klasse C        | 36                                        |                                           |                                           |
| 1928/29                                                          |   |    | 3   |     |      | Derde Klasse C        | 33                                        |                                           |                                           |
| 1929/30                                                          |   |    | 9   |     |      | Derde Klasse B        | 25                                        |                                           |                                           |
| 1930/31                                                          |   |    | 5   |     |      | Derde Klasse B        | 32                                        | Promotie via eindronde                    |                                           |
| 1931/32                                                          |   | 13 |     |     |      | Tweede Klasse B       | 18                                        |                                           |                                           |
| 1932/33                                                          |   |    | 2   |     |      | Derde Klasse D        | 37                                        |                                           |                                           |
| 1933/34                                                          |   |    | 8   |     |      | Derde Klasse D        | 27                                        |                                           |                                           |
| 1934/35                                                          |   |    | 9   |     |      | Derde Klasse C        | 25                                        |                                           |                                           |
| 1935/36                                                          |   |    | 6   |     |      | Derde Klasse A        | 32                                        |                                           |                                           |
| 1936/37                                                          |   |    | 9   |     |      | Derde Klasse B        | 25                                        |                                           |                                           |
| 1937/38                                                          |   |    | 4   |     |      | Derde Klasse B        | 31                                        |                                           |                                           |
| 1938/39                                                          |   |    | 4   |     |      | Derde Klasse A        | 31                                        |                                           |                                           |
| Geen wedstrijden in 1939/40 en 1940/41 door Tweede Wereldoorlog  |   |    |     |     |      |                       |                                           |                                           |                                           |
| 1941/42                                                          |   |    | 10  |     |      | Derde Klasse D        | 22                                        |                                           |                                           |
| 1942/43                                                          |   |    | 12  |     |      | Derde Klasse A        | 24                                        |                                           |                                           |
| 1943/44                                                          |   |    | 8   |     |      | Derde Klasse D        | 29                                        |                                           |                                           |
| Geen wedstrijden in 1944/45 door Tweede Wereldoorlog             |   |    |     |     |      |                       |                                           |                                           |                                           |
| 1945/46                                                          |   |    | 4   |     |      | Derde Klasse D        | 46                                        |                                           |                                           |
| 1946/47                                                          |   |    | 1   |     |      | Derde Klasse C        | 55                                        |                                           |                                           |
| 1947/48                                                          |   | 6  |     |     |      | Tweede Klasse B       | 32                                        |                                           |                                           |
| 1948/49                                                          |   | 4  |     |     |      | Tweede Klasse A       | 35                                        |                                           |                                           |
| 1949/50                                                          |   | 13 |     |     |      | Tweede Klasse B       | 26                                        |                                           |                                           |
| 1950/51                                                          |   | 11 |     |     |      | Tweede Klasse A       | 25                                        |                                           |                                           |
| 1951/52                                                          |   | 16 |     |     |      | Tweede Klasse B       | 17                                        |                                           |                                           |
|                                                                  | I | II | III | IV  | P.I  |                       | Vanaf 1952/53 zijn er 4 nationale niveaus | Vanaf 1952/53 zijn er 4 nationale niveaus | Vanaf 1952/53 zijn er 4 nationale niveaus |
| 1952/53                                                          |   |    |     | 3   |      | Vierde Klasse B       | 40                                        |                                           |                                           |
| 1953/54                                                          |   |    |     | 1   |      | Vierde Klasse B       | 44                                        |                                           |                                           |
| 1954/55                                                          |   |    | 11  |     |      | Derde Klasse A        | 27                                        |                                           |                                           |
| 1955/56                                                          |   |    | 16  |     |      | Derde Klasse B        | 14                                        |                                           |                                           |
| 1956/57                                                          |   |    |     | 14  |      | Vierde Klasse A       | 23                                        |                                           |                                           |
| 1957/58                                                          |   |    |     |     |      | Eerste Prov. Luik     |                                           |                                           |                                           |
| 1958/59                                                          |   |    |     | 2   |      | Vierde Klasse D       | 44                                        |                                           |                                           |
| 1959/60                                                          |   |    |     | 7   |      | Vierde Klasse B       | 29                                        |                                           |                                           |
| 1960/61                                                          |   |    |     | 6   |      | Vierde Klasse B       | 31                                        |                                           |                                           |
| 1961/62                                                          |   |    |     | 10  |      | Vierde Klasse D       | 30                                        |                                           |                                           |
| 1962/63                                                          |   |    |     | 13  |      | Vierde Klasse C       | 24                                        |                                           |                                           |
| 1963/64                                                          |   |    |     | 2   |      | Vierde Klasse D       | 39                                        |                                           |                                           |
| 1964/65                                                          |   |    |     | 15  |      | Vierde Klasse A       | 20                                        |                                           |                                           |
| Tussen 1965-1992 speelde Seraing in de Provinciale reeksen       |   |    |     |     |      |                       |                                           |                                           |                                           |
| Als R. Union Liégoise                                            |   |    |     |     |      |                       |                                           |                                           |                                           |
| 1992/93                                                          |   |    |     | 8   |      | Vierde Klasse D       | 32                                        |                                           |                                           |
| 1993/94                                                          |   |    |     | 10  |      | Vierde Klasse C       | 26                                        |                                           |                                           |
| 1994/95                                                          |   |    |     | 7   |      | Vierde Klasse D       | 30                                        |                                           |                                           |
| 1995/96                                                          |   |    |     | 14  |      | Vierde Klasse C       | 29                                        |                                           |                                           |
| Als R.U.L. Seraing                                               |   |    |     |     |      |                       |                                           |                                           |                                           |
| 1996/97                                                          |   |    |     |     |      | Eerste Prov. Luik     |                                           |                                           |                                           |
| 1997/98                                                          |   |    |     |     |      | Eerste Prov. Luik     |                                           | promotie via play-offs                    |                                           |
| 1998/99                                                          |   |    |     | 11  |      | Vierde Klasse C       | 34                                        |                                           |                                           |
| 1999/00                                                          |   |    |     | 9   |      | Vierde Klasse C       | 41                                        |                                           |                                           |
| 2000/01                                                          |   |    |     | 4   |      | Vierde Klasse D       | 49                                        |                                           |                                           |
| 2001/02                                                          |   |    |     | 4   |      | Vierde Klasse D       | 54                                        |                                           |                                           |
| 2002/03                                                          |   |    |     | 2   |      | Vierde Klasse D       | 58                                        |                                           |                                           |
| 2003/04                                                          |   |    | 13  |     |      | Derde Klasse B        | 33                                        |                                           |                                           |
| 2004/05                                                          |   |    | 16  |     |      | Derde Klasse B        | 22                                        |                                           |                                           |
| 2005/06                                                          |   |    |     | 1   |      | Vierde Klasse D       | 65                                        |                                           |                                           |
| Als RFC Sérésien                                                 |   |    |     |     |      |                       |                                           |                                           |                                           |
| 2006/07                                                          |   |    | 8   |     |      | Derde Klasse B        | 41                                        |                                           |                                           |
| 2007/08                                                          |   |    | 11  |     |      | Derde Klasse B        | 28                                        |                                           |                                           |
| 2008/09                                                          |   |    | 15  |     |      | Derde Klasse B        | 26                                        |                                           |                                           |
| 2009/10                                                          |   |    |     | 4   |      | Vierde Klasse D       | 54                                        |                                           |                                           |
| 2010/11                                                          |   |    |     | 4   |      | Vierde Klasse D       | 44                                        |                                           |                                           |
| 2011/12                                                          |   |    |     | 15  |      | Vierde Klasse D       | 30                                        |                                           |                                           |
| 2012/13                                                          |   |    |     |     | 11   | Eerste Prov. Luik     | 38                                        |                                           |                                           |
| 2013/14                                                          |   |    |     |     | 4    | Eerste Prov. Luik     | 59                                        |                                           |                                           |
| Doorstart als Seraing United (stamnummer 167) in Tweede klasse   |   |    |     |     |      |                       |                                           |                                           |                                           |